# Wirtschaftskunde
Wirtschaftskunde, auch Wirtschaftslehre, ist eines der Unterrichtsgebiete im Curriculum der Schulbildung. Es vermittelt Grundlagen über die Arbeits- und Wirtschaftswelt und bildet die Basis der Berufsorientierung, -vorbereitung und -ausbildung.

## Wirtschaftslehre im Fächerkanon

### Deutschland
- Fächerverbund Erdkunde-Wirtschaftskunde-Gemeinschaftskunde (Baden-Württemberg, Realschule)
- Wirtschaft, Berufs- und Studienorientierung (Baden-Württemberg, Gymnasium)[1]
- Wirtschaft und Recht (Bayern und Thüringen)
- Wirtschaftslehre (Saarland)
- Wirtschaftslehre (Nordrhein-Westfalen)
- Arbeit-Wirtschaft-Technik (Mecklenburg-Vorpommern)

In Nordrhein-Westfalen wurde Wirtschaft ab dem Schuljahr 2020/20201 an allen Schulformen als Schulfach Wirtschaft bzw. „Wirtschaft-Politik“ eingeführt.

### Österreich
In Österreich ist die Wirtschaftskunde im Rahmen der Allgemeinbildung in andere Fächer eingebunden:
- In der Volksschule (Primarstufe) werden die Inhalte innerhalb des Sachunterrichts[3] und im Werkunterricht[4] vermittelt.
- In der Unter- und Oberstufe der Hauptschule und allgemeinbildenden höheren Schule ist sie in das Fach Geographie und Wirtschaftskunde (GW, GuW, GWK)[5][6][7][8][9] eingebunden.

In der Polytechnischen Schule und an mittleren und höheren berufsbildenden Schulen ist dieser Fachbereich zentraler Lehrinhalt: Hierbei sind folgende Rahmenlehrpläne vorgesehen:
- Berufsschulen:[10]
  - Betriebswirtschaftlicher Unterricht[11]
    - Wirtschaftskunde mit Schriftverkehr (WSV): Grundlagen der Betriebswirtschaft, Volkswirtschaft, Wirtschaftspolitik; Schriftverkehr: Informations- und Kommunikationstechniken, Dokumente, Urkunden, Verträge und Zahlungsverkehr>
    - Rechnungswesen (RW): Einkommen, Finanzierung, Kauf und Verkauf, Geld und Währung

  - Wirtschaftsrecht im Rahmen von Politische Bildung (POL): Arbeitsrecht, Sozialrecht, Interessenvertretungen, Arbeitsmarkt, Personenverkehr in der EU[12]
- an höheren technischen, gewerblichen und kunstgewerblichen Schulen[13] (BHS/HTL, FS u. a.) gliedert sich der Wirtschaftskundeunterricht in die Fachgebiete[14] Wirtschaft und Technik und Recht und Politische Bildung, die Unterrichtsgegenstände[15] sind:
  - Geographie und Wirtschaftskunde (GW, GuW, GWK)
  - Wirtschaft und Recht (WIR)
  - daneben wird angewandte Wirtschaftskunde im jeweiligen Fachgebiet Allgemeine Fachtheorie vermittelt

Ergänzt wird der Wirtschaftskundeunterricht im Praktischen, etwa mit der verbindlichen Übung Berufsorientierung (BO) an den AHS und Hauptschulen, Unverbindliche Übungen wie Berufsorientierung und Bildungsinformation (UBB), sowie durch Berufspraktika oder Schnupperlehren, in denen der direkte Umgang mit Wirtschaft erfahren wird.
Wirtschaftsunterricht als berufliche Weiterbildung und berufsbegleitende Bildung wird auch von Bildungsträgern wie BFI, WIFI, Berufsverbänden, Kammern, Volkshochschulen etc. angeboten.

## Wirtschaftskundliche Schultypen
Neben den berufsbildenden Schulen, in denen fachorientierte Wirtschaftskunde mit der praktischen Ausbildung den eigentlichen Lehrinhalt bildet, finden sich folgende wirtschaftskundliche Schultypen:
- Handelsakademie, berufsbildende höhere Schule in Österreich
- Handelsschule, weiterführende Berufsfachschule in Deutschland, berufsbildende mittlere Schule in Österreich
- Höhere Handelsschule in Deutschland
- Höhere Lehranstalt für wirtschaftliche Berufe in Österreich
- Fachschule für wirtschaftliche Berufe in Österreich
- Wirtschaftsgymnasium, eine höhere Schulform in Deutschland
- Wirtschaftskundliches Realgymnasium, Schule der höheren Bildung in Österreich
- Berufsschulen in Österreich

## Wirtschaftsdidaktik im Lehrberuf
Das österreichische Lehramtsstudium im Unterrichtsfach Geographie und Wirtschaftskunde „hat das Ziel, grundlegende inhaltliche und methodische Kenntnisse in den relevanten Fachgebieten zu vermitteln, in das selbstständige wissenschaftliche Arbeiten einzuführen sowie die Fähigkeit zu entwickeln, die erworbenen Kenntnisse und methodischen Kompetenzen themenorientiert und fachdidaktisch mehrperspektivisch zu vernetzen.“ Daneben werden fachwissenschaftliche und fachdidaktische Methoden und Arbeitstechniken vermittelt.
Nach Information der Universität Wien ist die Berufsaussicht für ein Lehramt in Wirtschaftskunde „nicht besonders gut“, es wird aber darauf hingewiesen, das in diesem zunehmend hochspezialisierten Sektor der als Generalist ausgebildete Wirtschaftslehrer auch gute Chancen hat, außerhalb des Unterrichtssektors einen Beruf zu ergreifen „- was in der Praxis auch gar nicht so selten geschieht.“